# Pholcus guineensis
Pholcus guineensis is een spinnensoort uit de familie trilspinnen (Pholcidae). De soort komt voor in Guinee.